# مجال الورقة

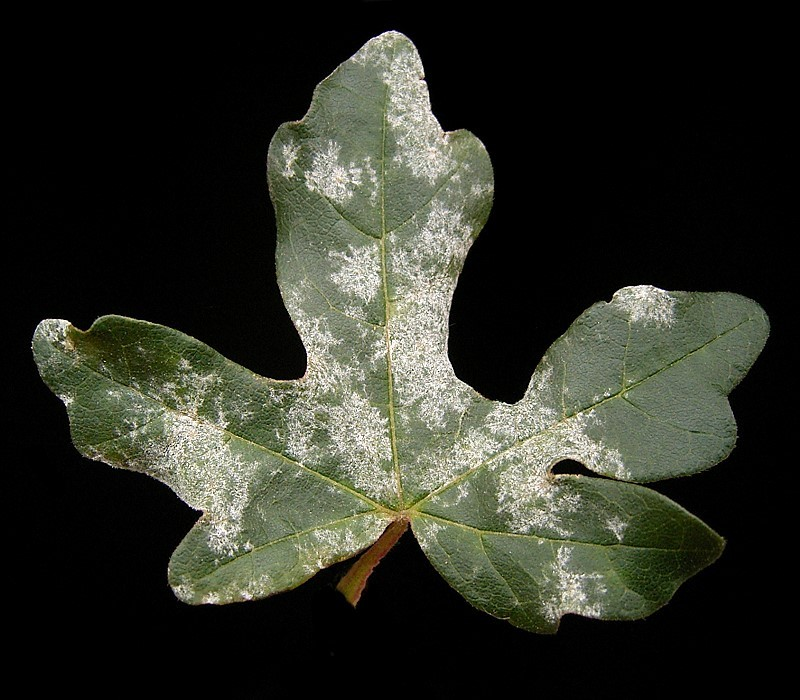

مجال الورقة مصطلح يُستخدم في علم الأحياء الدقيقة للإشارة إلى أسطح الأوراق أو كافة أسطح النبات الموجودة فوق الأرض التي تستوطنها الكائنات الدقيقة. ويُشار إلى المواطن الميكروبية تحت سطح الأرض (مثلاً، الجزء الرقيق من التربة المحيط بالجذر أو الأسطح الساقية تحت الأرض) باسم نطاق الجذور ونطاق السيقان (laimosphere)، على التوالي.
وتعيل كافة النباتات جماعات متعددة ومتنوعة من الكائنات الدقيقة، منها البكتيريا والفطريات والخمائر. بعض هذه الكائنات مفيد للنبات، بينما يؤدي بعضها وظيفة مُمرضات النبات وربما تضر النبات العائل أو حتى تقتله. ومع ذلك، فإن غالبية المستوطنات البكتيرية على أي نبات ليس لها تأثير ملحوظ على نمو النبات أو وظيفته.
تحتل البحوث حول خصائص الحياة الميكروبية في مجال الورقة أهمية تجارية بالغة في المجال الزراعي لسببين. أولاً، استيعاب فكرة أن بقاء البكتيريا والفطريات المسببة لمرض النبات مهمة لتطوير طرق جديدة لمكافحة انتشارها. ثانيًا، حدثت مؤخرًا زيادة في عدد حالات التسمم الغذائي المرتبطة بالفاكهة والخضراوات الملوثة بالبكتيريا، مثل السلمونيلا وإي كولاي سلالة O157:إي كولاي H7. وهذا أمر شائع في الفاكهة والسلطات الطازجة التي لا تُطهى على النار قبل تناولها. ومن ثم، تعد الوقاية من هذه الأمراض من خلال وضع إستراتيجيات أفضل لإزالة التلوث أمرًا مهمًا للحفاظ على الصحة العامة.

## وصلات خارجية
- A BBC news article about a salad-associated food poisoning outbreak
- Link to one of many scholarly review articles about phyllosphere microbiology